# Focus Dance
Focus Dance är ett svenskt balettkompani från 1997 som har sin bas i Uppsala men är ett internationellt kompani med internationella dansare.
Focus Dance består av den svenska dansaren Marie Larsson Sturdy, VD för kompaniet, och den brittiske dansaren/koreografen Joseph Sturdy, konstnärlig ledare för kompaniet. Många av dansarna har bakgrund från Cullbergbalettens ensemble.
De flesta av deras verk har spelats i Uppsala på dess olika scener. Kompaniet var delaktiga i vinsten av det europeiska guldet som Sveriges bidrag tog hem i Grasse, 2008, Joseph Sturdy hade även koreograferat ett av de tre verk som framfördes av den svenske dansaren Joakim Adeberg. Focus Dance har även blivit tilldelat Uppsala kommuns hedersmedalj för sina kulturella insatser.

## Produktioner
- Drottning Kristina, 1997. Ett verk om Sveriges Drottning Kristina, hennes liv från den omstridda födseln till abdikationen i Rikssalen i Uppsala slott. Verket framfördes även i Rikssalen.
- I afton dans, 1998.
- How could I be such a fool, 1998.
- Vincent van Gogh, 2000. Om målaren Vincent van Goghs liv, hur hans kamp för måleriet fortskred under de år han levde och hans förhållande med brodern.
- The pen is mightier than the sword, 2001. Går även under namnet Suppose he's innocent. Om skrivcencurering och förtryckta författare, maktens spel för att inte låta ordet vara fritt.
- I'm stuck on you, 2001.
- Othello, 2002. Ett verk baserat på William Shakespeares tragedi.
- Prinsessan som inte ville leka, 2002. En barnföreställning baserad på Astrid Lindgrens barnbok.
- Hamlet, 2003. Ett verk baserat på William Shakespeares tragedi som även gav huvudrollsinnehavaren dansaren Eytan Sivak titeln som Sveriges bästa dansare av European Dance Magazine.
- Beethoven, 2004. Om kompositören Beethoven och hans kärlek till musiken och avbrottet i och med hans dövhet.
- Alexander, 2004. Om den profetia Drottning Kristina fick uttalad; att hon en dag skulle bli en man vid namn Alexander.
- Oscar Wilde, 2004. Handlar om författaren Oscar Wilde hans liv från hans sexualitet till hans tid i fängelse.
- Quality time and all that..., 2004. Om kvalitetstid, har vi det idag eller inte?
- C.O.M.A, 2005. Om dansaren Nijinskijs liv, hans psykotiska vardag och den värld han såg då han hamnade i koma på grund av insulininjektioner.
- Mozarts Kvinnor, 2006. Om kompositören Mozart och kvinnorna i hans liv.
- Linné a man for all seasons, 2007. Ett hyllningsverk till Linnéjubileet 2007.
- Våroffer, 2007. Koreografi till Stravinskijs Våroffer, om den hetsiga vardagen kopplat till Linné, hur man idag vaknar upp till konstgjort ljus istället för det naturliga som Linné förespråkade.
- The Upprooting, 2007. Ett elev verk för Kungliga Svenska Balettskolan, handlar om att rycka upp en vardag, hur kyrkan har besegrats av en ny makt, men vilken?
- Tabula Rasa, 2008. Koreografi till Arvo Pärts Tabula Rasa, ett verk som turnerade i Israel våren 2008.
- nr.20, 2008.